# Волновой вектор

Длина синусоидальной волны λ может быть измерена между любыми двумя последовательными точками с одинаковой фазой, например, между соседними гребнями или впадинами, или соседними точками пересечения нуля с одинаковым спадом или ростом амплитуды, как показано на рисунке.

Волновой вектор — вектор, направление которого перпендикулярно фазовому фронту бегущей волны, а абсолютное значение равно волновому числу.
Волновой вектор обозначается латинской буквой {\displaystyle \mathbf {k} }. Его величина измеряется в обратных метрах (Международная система единиц (СИ)) или в обратных сантиметрах (система СГС) (вернее, в радианах на метр или в радианах на сантиметр).
Волновое число связано с длиной волны {\displaystyle \lambda } соотношением:
{\displaystyle k={\frac {2\pi }{\lambda }}\,.}
Иногда может использоваться определение в оборотах, отличающееся отсутствием множителя {\displaystyle 2\pi }, но дающее ту же физическую размерность.
Волновой вектор в большинстве случаев параллелен направлению переноса энергии {\displaystyle \mathbf {e} _{W}} (для электромагнитной волны — вектору Пойнтинга {\displaystyle \mathbf {S} }), но в анизотропных средах такой сонаправленности может не быть.
Связь между волновым вектором и частотой задаётся законом дисперсии. Все возможные значения волновых векторов образуют обратное пространство, или k-пространство.
Наиболее общим определением волнового вектора можно считать такое: волновой вектор есть градиент фазы волны:
{\displaystyle \mathbf {k} =\nabla \phi \,.}
Для строго монохроматической плоской волны в однородной среде распространения волновой вектор строго фиксирован (не зависит ни от координат, ни от времени). Любая строго монохроматическая волна в однородной среде может быть представлена как сумма (интеграл) плоских волн с волновыми векторами, имеющими одинаковую абсолютную величину (но разное направление, если волна отличается от плоской).
Оперирование волновым вектором обычно подразумевает, что изучаются монохроматические или близкие к монохроматичности квазимонохроматические волны, в случае же существенно немонохроматических волн речь идет, как правило, о том, что они представлены (см. Преобразование Фурье) в виде суммы монохроматических, к каждой из которых понятие волнового вектора применяется отдельно, и у каждой из которых он отличается.
Но в отдельных случаях (например, при использовании интеграла по траекториям, а также иногда при использовании определённых других математических приёмов) волновой вектор может достаточно быстро меняться в пространстве и со временем.
Кроме того, в задачах с существенно немонохроматическими, но периодическими или близкими к периодичности, плоскими волнами волновой вектор в принципе может быть определён прямо через длину волны (см. начало статьи), без использования понятия фазы; в этом виде он может оказаться полезным, хотя такое понимание существенно отличается от обычного (хотя и сходное).

## В квантовой механике
В квантовой механике волновой вектор волновой функции есть импульс, с точностью до универсальной константы (то есть с точностью до выбора единиц измерения физических величин):
{\displaystyle \mathbf {p} =\hbar \mathbf {k} \,,}
где {\displaystyle \mathbf {p} } — вектор импульса, {\displaystyle \hbar } — постоянная Планка (в системе единиц, в которой {\displaystyle \hbar =1}, просто {\displaystyle \mathbf {p} =\mathbf {k} }).
Это соотношение определяет фундаментальный смысл импульса с точки зрения квантовой механики и современной физики вообще: с этой точки зрения импульс есть волновой вектор (с отличием разве что на постоянный множитель).